# Mallorca Voltors 2019
Questa voce raccoglie le informazioni riguardanti i Mallorca Voltors nelle competizioni ufficiali della stagione 2019.

## LNFA Serie A 2019

### Stagione regolare
| Sa Vileta-Son Rapinya 19 gennaio 2019, ore 16:30 | Mallorca Voltors | 14 – 7 referto | Zaragoza Hurricanes | Polideportivo Municipal de Son Moix |

| Valencia 3 febbraio 2019, ore 12:00 | Valencia Firebats | 14 – 13 referto | Mallorca Voltors | Estadio Municipal Jardín del Turia |

| Sa Vileta-Son Rapinya 10 febbraio 2019, ore 11:30 | Mallorca Voltors | 7 – 48 referto | Badalona Dracs | Polideportivo Municipal de Son Moix |

| Fuengirola 24 febbraio 2019, ore 10:00 | Fuengirola Potros | 0 – 41 referto | Mallorca Voltors | Polideportivo Elola |

| Saragozza 3 marzo 2019, ore 12:00 | Zaragoza Hurricanes | 8 – 45 referto | Mallorca Voltors | Campo de Rugby David Cañada |

| Sa Vileta-Son Rapinya 17 marzo 2019, ore 12:00 | Mallorca Voltors | 6 – 33 referto | Valencia Firebats | Polideportivo Municipal de Son Moix |

| Badalona 24 marzo 2019, ore 12:15 | Badalona Dracs | 54 – 6 referto | Mallorca Voltors | Campo de Fútbol Pomar |

| Sa Vileta-Son Rapinya 7 aprile 2019, ore 12:00 | Mallorca Voltors | 18 – 0 referto | Granada Lions | Polideportivo Municipal de Son Moix |

### Playoff
| 27 aprile 2019 | Camioneros de Coslada | 21 – 13 | Mallorca Voltors |  |

## XXIV Copa de España

### Fase a eliminazione diretta
| 2 novembre 2019, ore 12:30 | Alcobendas Cavaliers | 27 – 3 referto | Mallorca Voltors |  |

## Statistiche di squadra
| Competizione           | %Vittorie | In casa | In casa | In casa | In casa | In casa | In casa | In trasferta | In trasferta | In trasferta | In trasferta | In trasferta | In trasferta | Totale | Totale | Totale | Totale | Totale | Totale |
| Competizione           | %Vittorie | G       | V       | N       | P       | Pf      | Ps      | G            | V            | N            | P            | Pf           | Ps           | G      | V      | N      | P      | Pf     | Ps     |
| ---------------------- | --------- | ------- | ------- | ------- | ------- | ------- | ------- | ------------ | ------------ | ------------ | ------------ | ------------ | ------------ | ------ | ------ | ------ | ------ | ------ | ------ |
| LNFA Stagione regolare | .500      | 4       | 2       | 0       | 2       | 45      | 88      | 4            | 2            | 0            | 2            | 105          | 76           | 8      | 4      | 0      | 4      | 150    | 164    |
| LNFA Playoff           | .000      | 0       | 0       | 0       | 0       | 0       | 0       | 1            | 0            | 0            | 1            | 13           | 21           | 1      | 0      | 0      | 1      | 13     | 21     |
| Coppa                  | .000      | 0       | 0       | 0       | 0       | 0       | 0       | 1            | 0            | 0            | 1            | 3            | 27           | 1      | 0      | 0      | 1      | 3      | 27     |
| Totale                 | .400      | 4       | 2       | 0       | 2       | 45      | 88      | 6            | 2            | 0            | 4            | 121          | 124          | 10     | 4      | 0      | 6      | 166    | 212    |